# Ruslan Hanoon
Ruslan Hanoon (Bagdad, 4 de marzo de 1996) es un futbolista iraquí que juega en la demarcación de defensa para el Al-Quwa Al-Jawiya de la Liga de Estrellas de Irak.

## Selección nacional
Tras jugar en las categorías inferiores de la selección, finalmente hizo su debut con la selección de fútbol de Irak el 24 de marzo de 2022 en un encuentro de clasificación para la Copa Mundial de Fútbol de 2022 contra Emiratos Árabes Unidos que finalizó con un resultado de 1-0 a favor del combinado iraquí tras un gol de Hussein Ali Al-Saedi.

## Clubes
| Club              | País | Año       | Partidos | Goles |
| ----------------- | ---- | --------- | -------- | ----- |
| Naft Maysan SC    | Irak | 2014-2019 |          |       |
| Naft Al-Wasat SC  | Irak | 2019-2023 | 5        | 4     |
| Al-Quwa Al-Jawiya | Irak | 2023-     | 47       | 3     |